# 杜茎山
杜茎山（学名：Maesa japonica），或稱山桂花，为紫金牛科山桂花屬下的一个种。